# Félix Leprince-Ringuet
Pour les articles homonymes, voir Leprince-Ringuet.
Félix Leprince-Ringuet, né le 14 juillet 1873 à Paris 7e et mort le 2 janvier 1958 à Paris 6e, est un ingénieur français. Il est surtout connu pour avoir participé à la création de l'école des mines de Nancy et avoir dirigé l'école des mines de Paris.

## Biographie
Il est ancien élève de l’École polytechnique (X1892) et ingénieur au Corps des mines. 
Après un début de carrière comme ingénieur des mines successivement à Alès, Amiens, Arras et Nancy, arrive la guerre de 1914. Il y passe deux ans comme commandant d'artillerie, puis est chargé de diriger un centre d'approvisionnement automobile.
En 1919, il aide le doyen Paul Petit à fonder l'École des mines de Nancy dont il est le premier directeur technique. Il participe ensuite à la Commission arbitrale du Maroc, revient en France et s'occupe de dommages de guerre miniers.
En 1934, il est président de la Commission de la statistique minière, ce qui l'amène à créer le Bureau de documentation minière. Il devient le directeur de l'École des mines de Paris de 1936 à 1940, après le départ à la retraite d'Alfred Liénard. Il préside enfin la Société de statistique de Paris de 1942 à 1945.
C'était un alpiniste distingué et un grand voyageur. Il a conduit des expéditions géologiques et minières en Russie, Chine, Sibérie, de 1897 à 1911, et en Afrique en 1929.
Il avait épousé Renée, fille de René Stourm, cofondateur de l'école libre des sciences politiques et secrétaire perpétuel de l'Académie des sciences morales et politiques, et de Louise Lefébure de Fourcy. Ils eurent trois enfants, dont Louis Leprince-Ringuet, physicien nucléaire célèbre.

## Distinctions
- 1894 : prix Rivot de l'Académie des sciences, conjointement avec Édouard Glasser, en tant que deux premiers au classement d'entrée à l'École des mines[3]
- 1906 : lettre de félicitations du ministre des Travaux publics pour son action dans les opérations de sauvetage consécutives à la Catastrophe de Courrières : « J'ai d'ailleurs pu constater sur place, par moi-même, le courage et même la témérité avec laquelle vous avez pris part aux plus dangereuses explorations bien que la mine sinistrée ne fût pas dans votre sous-arrondissement. Je vous remercie des efforts que vous avez ainsi tentés pour arracher des vies humaines à la mort et je vous adresse mes bien vives félicitations pour le bel exemple que vous avez ainsi donné à tous. »[4]
- 1918 : Mention honorable associée au prix Montyon des arts insalubres de l'Académie des sciences [5], pour ses recherches sur l'inflammabilité du grisou
- Commandeur de la Légion d'honneur (décret du 27 octobre 1953)[4]
- Lauréat et médaille d'or de la Société de l'industrie minérale

## Liens entre les membres de la famille
- Paul François Martin Pierre Leprince (10 novembre 1761 à Laval -  10 juin 1820) x le 26 mai 1788 à Laval Jeanne Jarry (1771-1840)
  - Auguste Émile Leprince-Ringuet (25 mai 1801 à Laval - 4 mars 1886 à Paris 8e) x le 19 septembre 1835 à Valognes Marie Félicité Marcotte (1819-1892)
    - Paul Émile Leprince-Ringuet (3 août 1841 à Paris 8e - 11 août 1900 à Pougues-les-Eaux) x le 9 décembre 1873 à Paris 8e Gabrielle Beauvalet (1856-1909)
      - Pierre Émile Leprince-Ringuet (1874-1954) x Marie-Louise Vatry (1880-1952)

    - Edmond Adrien Leprince-Ringuet (1845-1929 x 1872 Marie Anne Michèle Paillard (1851-1938)
      - Félix Adrien Louis Leprince-Ringuet (1873-1958) x 1900 Renée Marie Berthe Stourm (1876-1956), tertiaire de Saint-François, fille de René Stourm
        - Louis Leprince-Ringuet, École polytechnique 1920, (1901-2000) x le 13 avril 1926 Denise Paul-Dubois-Taine (1902-1926) puis xx le 6 mai 1929 Jeanne Motte (1905-1990)
        - Jean Marie Gabriel Leprince-Ringuet (5 avril 1904 à Arras - 26 février 1992 à Boulogne-Billancourt), École polytechnique 1923, officier de l'ordre de la Légion d'honneur, x le 3 janvier 1929 à Meudon Suzanne Loiret (1905-1978)
          - René  Leprince-Ringuet x Thérèse Deldique
            - Antoine  Leprince-Ringuet x Anne Le Coutour
              - Grégoire Leprince-Ringuet (1987) x Pauline Caupenne (1994)